# Saint-Vincent-sur-l'Isle
 Saint-Vincent-sur-l'Isle  es una población y comuna francesa, situada en la región de Aquitania, departamento de Dordoña, en el distrito de Périgueux y cantón de Savignac-les-Églises.
Hasta 1899 se denominaba Saint-Vincent-d'Excideuil.

## Demografía
| 161 | 155 | 142 | 152 | 204 | 191 |
| Para los censos de 1962 a 1999 la población legal corresponde a la población sin duplicidades (Fuente: INSEE [Consultar]) |     |     |     |     |     |